# Venera 1964A
A Venera 3MV-1 No.2, (ou No. 4A ), também conhecida como Venera 1964A no Ocidente, foi uma sonda Soviética, 
lançada em 1964 como parte do Programa Venera, com o objetivo de explorar o planeta Vênus.
Devido a um problema no terceiro estágio do foguete lançador, ele não conseguiu sequer atingir a órbita de espera.
A Venera 3MV-1 No.2 foi lançada as 05:47:40 UTC de 19 de Fevereiro de 1964, por intermédio de um foguete Molniya (8K78), 
a partir do Cosmódromo de Baikonur.